# Wiktor Borzemski

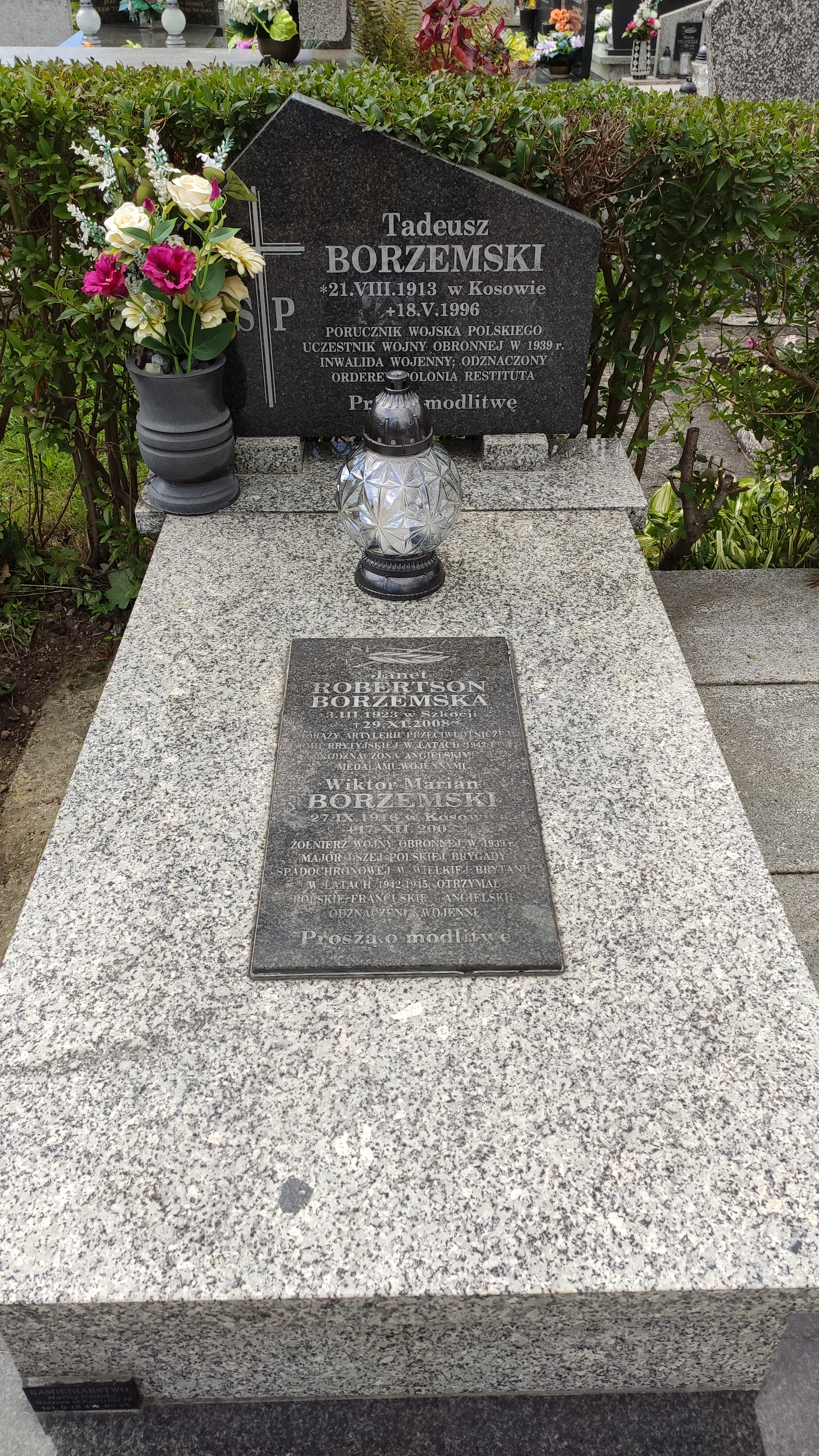
Grób mjra Wiktora Borzemskiego na cmentarzu parafialnym w Muszynie.

Wiktor Marian Borzemski (ur. 27 września 1916 w Kosowie, zm. 17 grudnia 2003 w Milwaukee) – żołnierz kampanii wrześniowej, Polskich Sił Zbrojnych, kapitan 1 Samodzielnej Brygady Spadochronowej. W 1948 mianowany przez władze emigracyjne majorem.

## Życiorys
Od 1920 mieszkał z rodzicami Wojciechem i Zofią ze Staszyńskich oraz młodszym bratem Tadeuszem w Muszynie. Jego ojciec był leśniczym lasów muszyńskich, prezesem Związku Strzeleckiego i radnym. Od 1923 uczęszczał do szkoły powszechnej w Muszynie, następnie do II Gimnazjum w Nowym Sączu. Po dwóch latach naukę kontynuował w Gimnazjum im. Króla Władysława IV w Warszawie, gdzie w 1935 zdał maturę. Studiował przez dwa lata na Wydziale Inżynierii Leśnej na Uniwersytecie Warszawskim. We wrześniu 1937 wstąpił do Szkoły Podchorążych Piechoty przy 13. Pułku Piechoty k. Warszawy. Po jej ukończeniu kontynuował naukę w Szkole Podchorążych Zawodowych w Komorowie i przeszedł tzw. „Pułk Manewrowy”. W 1939 roku był na praktyce w 53. Pułku Piechoty w Stryju, gdzie zastała go wojna. Po klęsce wrześniowej przedostał się z pułkiem na Węgry, później szlak bojowy prowadził przez Jugosławię, Francję, Anglię, aż do Szkocji, gdzie od września 1941 służył w 1 Samodzielnej Brygadzie Spadochronowej. 1 stycznia 1943 roku otrzymał promocję do stopnia porucznika, a 1 stycznia 1945 – kapitana. Po zakończeniu wojny wstąpił do Polskiego Korpusu Przysposobienia i Rozmieszczenia. We wrześniu 1948 roku zakończył służbę wojskową w Wielkiej Brytanii. Otrzymał tytularny stopień majora po rozwiązaniu Polskich Sił Zbrojnych.

## Życie rodzinne
W roku 1944 ożenił się ze Szkotką Janet Robertson Morton (1923–2008). W 1951 wyjechali z dwójką dzieci, Marlen i Richardem, do USA, gdzie mieszkali całe życie. Po przeżyciu ponad 60 lat poza Polską, prosił, aby prochy jego i jego żony spoczęły w Muszynie. Pogrzeb majora Wiktora Borzemskiego odbył się 30 września 2004. Urnę z prochami złożono w grobie rodzinnym, na cmentarzu parafialnym w Muszynie.

## Ordery i odznaczenia
- Medal za Ratowanie Ginących (1941)
- Medal Wojny 1939–1945 (Wielka Brytania)
- Medal Obrony (Wielka Brytania, 27 stycznia 1949)